# Distretto di Carhuamayo
Il distretto di Carhuamayo è uno dei quattro distretti della provincia di Junín, in Perù. Si trova nella regione di Junín e si estende su una superficie di 219,68  chilometri quadrati.